# Pen Densham

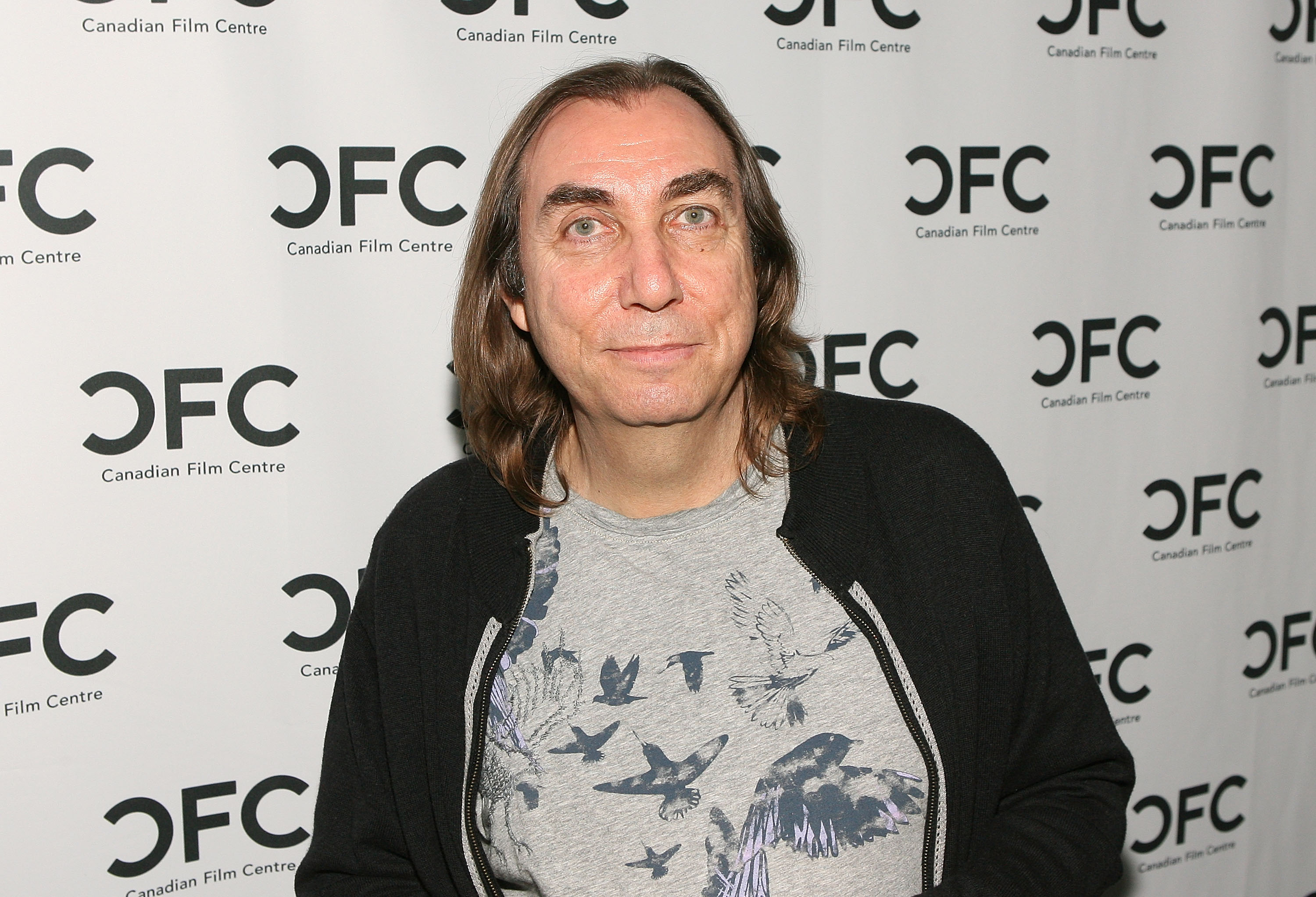
Pen Densham 2011

Pen Densham (* 14. Oktober 1947 in Ruislip-Northwood Urban District, Middlesex, England) ist ein britisch-kanadischer Film- und Fernsehproduzent, Regisseur und Drehbuchautor.

## Leben
Geboren in England, immigrierte Densham nach Kanada und wurde um das Jahr 1966 ein kanadischer Staatsbürger. Ab 1973 war er als Produzent tätig, im Jahr darauf gab er mit dem Kurzfilm Thoroughbred  sein Debüt als Regisseur und Drehbuchautor. Ab Mitte der 1980er Jahre fokussierte er sich auf Spielfilme und Fernsehserien. Er selbst inszenierte vier Spielfilme. In den 1990er Jahren war er an der Entwicklung und Produktion einiger Fernsehserien beteiligt, darunter auch Space Rangers und Die glorreichen Sieben.
Für den Kurzfilm Don’t Mess with Bill war Densham bei der Oscarverleihung 1981 für den Oscar in der Kategorie „Bester Dokumentar-Kurzfilm“ nominiert. Bereits 1974 hatte er zusammen mit John Watson für und mit dem Kurzfilm Life Times Nine eine Nominierung in der Kategorie „Bester Kurzfilm“ erhalten. Für seine Beteiligung an der Serie Outer Limits – Die unbekannte Dimension wurde er 1995 mit einem CableACE Award ausgezeichnet und gewann 1997 einen Gemini Award.
2011 trat Densham als Autor des Buches Riding the Alligator: Strategies for a Career in Screenplay Writing...and Not Getting Eaten in Erscheinung.
Pen Densham ist seit 1974 verheiratet und Vater zweier Kinder.

## Filmografie (Auswahl)
Produzent
- 1973: Life Times Nine (Kurzfilm)
- 1980: Don’t Mess with Bill (Dokumentar-Kurzfilm)
- 1991: Robin Hood – König der Diebe (Robin Hood: Prince of Thieves)
- 1994: Explosiv – Blown Away (Blown Away)
- 1995: Tank Girl
- 1996: Die dicke Vera (Larger Than Life)
- 2013: Phantom
- 2019: The Last Full Measure

Drehbuchautor
- 1988: Upworld – Mein Kumpel, der Kobold (Upworld), mit John Watson
- 1991: Backdraft – Männer, die durchs Feuer gehen (Backdraft)
- 1991: Robin Hood – König der Diebe
- 1996: Moll Flanders

Regisseur
- 1985: Zoo Gang (The Zoo Gang)
- 1988: Der Kuss (The Kiss)
- 1996: Moll Flanders
- 1998: Houdini, Flirt mit dem Tod (Houdini)